# Битва при Типпермуре

Битва при Типпермуре (англ. Tippermuir; 1 сентября 1644 года) — первое сражение в ходе Гражданской войны в Шотландии между войсками шотландских роялистов во главе с Джеймсом Грэмом, 1-м маркизом Монтрозом и армией ковенантеров.

## Военные действия перед сражением
В конце августа 1644 года отряд Монтроза соединился в Атолле с основными силами роялистов в Шотландии — войсками ирландских католиков и шотландских горцев во главе с Аласдером «Макколлой» Макдональдом. Первой крупной целью объединенной армии стал Перт, крупный город у побережья залива Ферт-оф-Тей. Войска Монтроза спустились с возвышенностей Атолла и в нескольких километрах южнее Перта, у местечка Типпермур, встретились с армией ковенантеров, защищавшей подступы к городу.

## Положение сторон
Войска роялистов по численности более, чем в три раза уступали армии ковенантеров: под знаменем Монтроза в то время находилось лишь 2000 человек, в то время, как парламентская армия насчитывала около 7000 чел. одной пехоты. Более того, против 700—800 кавалеристов ковенантеров роялисты могли выставить лишь около 150 человек. Однако войска Монтроза были гораздо более опытными: ирландцы с 1641 года вели войну с протестантами, а среди шотландских горцев военные традиции сохраняли огромное значение. В то же время солдаты ковенантеров практически не имели военного опыта и были плохо обучены.
Монтроз вытянул свои войска в длинную цепь, глубиной всего в три человека, что позволило ему создать фронт, превышающий длину позиций противника. В центре позиций роялистов располагались ирландская пехота Аласдера Макколлы, на правом фланге лучники, а левый фланг возглавлял сам Монтроз. По некоторым сведениям, перед битвой Монтроз обратился к своим солдатам, испытывающим острую нехватку оружия, с призывом взять с собой камни, чтобы разбить ими головы первых встреченных солдат ковенантеров и, завладев их мечами, продолжить наступление.

## Ход битвы
Сражение началось атакой кавалерии ковенантеров, которая, однако, быстро захлебнулась. Шотландские горцы, обойдя с флангов позиции противника, атаковали мушкетёров Уимса с тыла, в то время как ирландская пехота ударила в центр парламентской армии. Отряду Монтроза удалось смять левый флаг противника, который врезался в задние ряды основных частей ковенантеров, довершив сумятицу и хаос в позициях Уимса. Битва превратилась в кровавую бойню. Кроме 2000 павших солдат ковенантеров было убито много горожан Перта, пришедших посмотреть на предполагаемый разгром роялистов. Потери Монтроза были гораздо менее значительными.

## Значение сражения при Типпермуре
Одержав победу, Монтроз смог захватить Перт и продолжить наступление в северо-восточной Шотландии. Роялисты страны поверили в военные таланты Монтроза и получили надежду на свержение правления ковенантеров.